# La hermana San Sulpicio (pel·lícula de 1934)
|  | Per a altres significats, vegeu «La hermana San Sulpicio». |

La hermana San Sulpicio és una pel·lícula de comèdia espanyola del 1934 dirigida per Florián Rey y protagonitzada per Imperio Argentina, Miguel Ligero i Salvador Soler Marí. És un remake de la pel·lícula que va fer el propi Rey el 1927 La hermana San Sulpicio amb dues amb el mateix argument basada en la novel·la del mateix nom d'Armando Palacio Valdés.
Fou produïda per CIFESA, aleshores la major productora d'Espanya.

## Repartiment
El doctor Ceferino Sanjurjo marxa des de Viana do Bolo al balneari de Marmolejo per rebre una cura d'aigües. Allí s'hi troba la Mare Superiora del convent del Corazón de María de Sevilla, acompanyada per dues germanes joves de la congregació. El doctor Sanjurjo queda fascinat per gloria, coneguda com la germana San Sulpicio.
- Imperio Argentina - Gloria / Hermana San Sulpicio
- Miguel Ligero - Daniel Suárez
- Salvador Soler Marí - Ceferino Sanjurjo
- Rosita Lacasa - Isabel
- Ana Adamuz - Paca
- Luis Martínez Tovar - Don Óscar
- Mari Paz Molinero
- Emilio Portes
- María Anaya - Madre Florentina
- Enrique Vico
- Juan Calvo - Hombre que pide otra copla
- Cándida Folgado
- Nicolás D. Perchicot - Señor Paco
- Olga Romero